# Station Tomaszów
Station Tomaszów is een spoorwegstation in de Poolse plaats Tomaszów Lubelski.